# Dům voskových figurín
Dům voskových figurín (anglicky House of Wax) je americký hororový film, který v roce 2005 natočil režisér Jaume Collet-Serra. Snímek je inspirován staršími filmy, například stejnojmenný Dům voskových figurín z roku 1953, nebo film Michaela Curtize Tajemství panoptika z roku 1933.

## Děj
(obsahuje spoiler!)
Parta mladých lidí se vydává na cestu, aby mohli navštívit mistrovský univerzitní zápas. Cestou pozdě večer se rozhodnou přenocovat uprostřed lesa. Druhý den ráno zjišťují, že v jednom z aut praskl řemen a dva z nich, Wade a Carly, se rozhodnou, že se nechají svézt člověkem, kterého potkají v lese. Zbytek se rozhodne pokračovat na fotbalový zápas. Avšak kvůli zácpě na silnicích se otáčejí a vracejí zpět. Mezitím Wade a Carly jsou dovezeni do města, kde jak se zdá nikdo není. Zaútočí zde na ně šílení bratři, kteří z lidí, které zavraždí, vytvoří figuríny, které jsou poté rozestavěny po celém městě. Během příběhu se také dozvídají, z jakého důvodu se dvě dvojčata dala na cestu vraždění.
Wade je zabit v místním muzeu voskových figurín. Carly je chycena a uvězněna na čerpací stanici. Když se do táboru vrátí zbytek přátel, rozhodnou se Nick s Daltonem, že se vydají pro Carly a Wada, to však ještě netuší, co je v hrůzostrašném městě čeká. Paige a Blake zůstávají u stanů.
Když Nick a Dalton dorazí do města, rozdělí se a hledají každý sám. Nick narazí na prvního z bratrů na benzinové stanici, kde také osvobozuje svoji sestru Carly. Spolu se rozhodují, že se vrátí do domu hrůzy, aby našli mobilní telefon, který tam Carly ztratila, a přivolali si pomoc. Vše se komplikuje tím, že oba bratři přicházejí a snaží se oba dva zabít.
Nick je vážně zraněn na konci filmu, načež dojde k požáru, kde je Nick vážně zraněn a při pokusu o útěk se Záboří po kolena do vosku. Z něj se dostane a vrhne se na znetvořeného bratra, který na něj zaútočí. Carly vytáhne z Nickovy nohy nůž a probodne znetvořeného bratra. Nick ho zkopne a ten spadne do jámy plně vosku na tělo svého vizuálně normálního bratra zatímco celý dům hoří.
Nakonec Nick a Carly uniknou. Ale bratři byli tři.

## Soundtrack
- Spitfire - Prodigy
- I Never Told You What I Do for a Living - My Chemical Romance
- Minerva - Deftones
- Gun in Hand - Stutterfly
- Prayer - Disturbed
- Path to Prevail - Bloodsimple
- ''Dried Up, Tied Up, and Dead to the World - Marilyn Manson
- Dirt - The Stooges
- Not That Social - The Von Bondies
- Cut Me Up - Har Mar Superstar
- New Dawn Fades - Joy Division
- Taking Me Alive - Dark New Day
- Helena - My Chemical Romance

## Obsazení
| Elisha Cuthbert     | Carly             |
| Chad Michael Murray | Nick              |
| Brian Van Holt      | Bo/Vincent        |
| Paris Hilton        | Paige             |
| Jared Padalecki     | Wade              |
| Jon Abrahams        | Dalton            |
| Robert Richard      | Blake             |
| Damon Herriman      | řidič             |
| Andy Anderson       | šerif             |
| Dragitsa Debert     | Trudy Sinclairová |
| Thomas Adamson      | malý Bo           |
| Murray Smith        | dr. Sinclair      |
| Sam Harkess         | malý Vincent      |